# Partido Antiá Restrukturá
Partido Antiá Restrukturá (nid. Partij voor Geherstructureerde Antillen, w skrócie PAR) – liberalna partia polityczna Antyli Holenderskich funkcjonująca na Curaçao.

## Historia
Partia powstała w 1993 roku po referendum konstytucyjnym w wyniku którego większość głosujących opowiedziała się przeciwko rozpadowi Antyli Holenderskich. W pierwszych wyborach parlamentarnych w 1994 „PAR” uzyskała 8 z 22 mandatów, a jej przewodniczący Miguel Pourier został nowym premierem Antyli Holenderskich. W ostatnich wyborach parlamentarnych 22 stycznia 2010 partia uzyskała 6 mandatów co pozwoliło jej utrzymać się przy władzy.